# 서울구로소방서
서울구로소방서(서울九老消防署, Seoul Guro Fire Station)는 서울특별시 구로구를 관할하는 서울특별시 소방재난본부 산하의 소방서이다.
소방서장은 소방정으로 보한다.

## 조직
| - 소방행정과 - 소방행정팀 - 장비회계팀 - 홍보교육팀 | - 재난관리과 - 대응총괄팀 - 구조팀 - 구급팀 | - 예방과 - 예방팀 - 검사지도팀 - 위험물안전팀 | - 현장대응단 - 지휘팀 - 진압대 - 구조대 |

## 관할센터 및 관할구역
서울구로소방서는 5개의 119안전센터와 1개의 현장대응단을 산하에 두고 있다.
| 명칭                      | 사진              | 주소                   | 관할구역                                                                           | 지역대 |
| ------------------------- | ----------------- | ---------------------- | ---------------------------------------------------------------------------------- | ------ |
| 서울구로소방서 현장대응단 |                   | 구로구 경인로 408      | 구로구 구로 1동, 고척 1동, 개봉 본·2·3동 단, 구조는 서울특별시 구로구, 금천구 일원 |        |
| 수궁119안전센터           |                   | 구로구 오리로 1285     | 구로구 오류동, 천왕동, 항동, 궁동, 온수동                                          |        |
| 고척119안전센터           |                   | 구로구 고척로 195      | 구로구 고척 2동, 개봉 1동                                                          |        |
| 구로119안전센터           | 구로119안전센터   | 구로구 구로동로 175    | 구로구 구로 2·4·5동                                                                |        |
| 신도림119안전센터         | 신도림119안전센터 | 구로구 경인로59길 57   | 구로구 신도림동, 구로본동                                                          |        |
| 공단119안전센터           | 공단119안전센터   | 구로구 디지털로34길 56 | 구로구 구로3동, 가리봉동                                                           |        |

## 같이 보기
- 대한민국 소방청
- 대한민국의 소방
- 대한민국 소방공무원

## 인접한 건물
- 서울고원초등학교